# One (álbum de Arashi)
One es el quinto álbum de estudio de la banda japonesa, Arashi. Se publica en dos ediciones, una normal y una Edición Limitada. La edición normal contiene una pista adicional, mientras que la edición limitada contiene un DVD y un folleto de 32 páginas. El álbum contiene el sencillo "Sakura Sake", que es la banda sonora para el comercial de Jounan Kouko.

## Información del álbum
Por primera vez en un álbum, todos los miembros de la banda realizan una canción en solitario.

### "Rain"
- Voz: Satoshi Ohno
- Letras: IntoGroove
- Compuesto por: Peter Bjorklund and Joel Eriksson
- Organizado por: Jun Abe

### "Itsuka No Summer"
- Voz: Masaki Aiba
- Letras: EryKah
- Compuesto por: Tsukasa
- Organizado por: Tomoo Ishiduka

### "W/Me"
- Voz: Jun Matsumoto
- Letras: Axel G
- Compuesto por: Peter Bjorklund
- Organizado por: ha-j and Taku Yoshioka

### "Himitsu"
- Voz: Kazunari Ninomiya
- Letras y Compuesto por: Simon Isogai
- Organizado por: Tomoo Ishiduka

### "Yume De Ii Kara"
- Voz: Shō Sakurai
- Letras: Shintarou Kurihara and Tadashi Kei Oogami
- Compuesto por: Hiroshi Odawara
- Organizado por: Jun Abe

## Lista de pistas
| Pista # | Título de pista                                     | Duración |
| ------- | --------------------------------------------------- | -------- |
| 1       | "Overture"                                          | 2:20     |
| 2       | "Natsu No Namae" ("夏の名前")                       | 4:33     |
| 3       | "Romance"                                           | 3:42     |
| 4       | "Lai–Lai–Lai"                                       | 3:44     |
| 5       | "Days"                                              | 3:39     |
| 6       | "Subarashiki Sekai" ("素晴らしき世界")              | 4:12     |
| 7       | "Sakura Sake" ("サクラ咲ケ")                        | 4:23     |
| 8       | "Rain"                                              | 3:29     |
| 9       | "Itsuka No Summer" ("いつかのSummer")               | 3:58     |
| 10      | "W/Me"                                              | 3:12     |
| 11      | "Hitmitsu" ("秘密")                                 | 4:41     |
| 12      | "Yume De Ii Kara" ("夢でいいから")                  | 4:49     |
| 13      | "Yes? No?"                                          | 5:22     |
| 14      | "Kazamidori" (Sólo en la edición normal) ("風見鶏") | 5:02     |

- Edición Limitada DVD lista de pistas

| Pista # | Título de pista                                                                              |
| ------- | -------------------------------------------------------------------------------------------- |
| 1       | Making of One Documentary (Realización de un documental) (メイキング・ドキュメンタリーのOne) |

- Datos: Q2759075